# Bobo (Kina)
Bobo (kinesiska: 波波乡, 波波) är en socken i Kina. Den ligger i provinsen Sichuan, i den sydvästra delen av landet, omkring 240 kilometer sydväst om provinshuvudstaden Chengdu. Antalet invånare är 1 575. Befolkningen består av 749 kvinnor och 826 män. Barn under 15 år utgör 37 %, vuxna 15-64 år 56 %, och äldre över 65 år 6,0 %.
Genomsnittlig årsnederbörd är 1 391 millimeter. Den regnigaste månaden är juli, med i genomsnitt 272 mm nederbörd, och den torraste är januari, med 7 mm nederbörd.